# Katakombe u Jajcu
Katakombe u Jajcu su kršćanska vjerska građevina. Narod ju naziva katakombama, iako nije to u klasičnom smislu, nego je u naravi podzemna crkvica. 
Kod zidina su. U susjedstvu je Medvjed-kula, prema istoku je Franjevački samostan i crkva sv. Marije i toranj sv. Luke, prema sjeveroistoku su jajačka tvrđava, Ženska džamija i sahat-kula, prema jugoistoku pećine i rimski sarkofazi. Južno preko Plive je Muzej AVNOJ-a.
Crkvica je djelo jajačkih klesara. Sve su prostorije isklesali u živom kamenu ili su adaptirali već postojeću pećinu. Čini se da je ovdje odavno bila pećina za razne namjene. Dio povjesničara pretpostavlja da ju je herceg Hrvoje namjeravao preurediti u obiteljsku grobnicu.
U stilu je zakašnjele romanike, ali katakombe imaju i stilski različita obilježja, istočnjački, kršćanski, Crkve bosanske, kao da su simbolizirale više vjera. Vjerojatno je to zbog hercegove vjerske nestabilnosti, jer premda vjernik Crkve bosanske, bio je pragmatičan pa glede okruženja nije odbacivao kršćanstvo.
Katakombe su dvorana na dva poda, isklesana u podzemlju pokraj Medvjed-kule, na citadeli. Vjerojatno je trebala služiti kao prostor za odvijanje rituala Zmajeva reda. Grb u predvorju navodi na zaključak da je po nalogu hercega Hrvoja isklesan prostor. Vjerojatno je to bilo potkraj hercegova života, jer je ostao nedovršen, kao kripta. Nedovršene klesane figure i naznake grba su na ulazu. U unutarašnjosti su nedovršene prostorije. Hrvoje je umro 1416. u Kotor Varošu, a udovica Jelena se preudala za bosanskog kralja Stjepana Ostoju. Katakombe su jedinstvena arhitektonska zgrada. Po svim sadržajima je kršćanski hram. Sliči na stare indijske hramove, koje također karakterizira uklesanost u živu stijenu. Crkvica je građevina na kat, od gornjeg i donjeg dijela. Lukovi su istočnjačkog stila i podsjećaju na mitraizam, u donjem dijelu su prezbiterij i krstionica u kršćanskom stilu ali ostavlja dojam bogomolje pripadnika Crkve bosanske. U donjem dijelu je i križ. Taj detalj argumentira nedosljednost „dobrih krstjana“ i njihove sekte, jer je ta sekta proklamativno odbacivala raspelo i krštenje vodom.
Razni su stanari bili u katakombama. Poznato je da su franjevci u Jajcu držali leprozorij, pa su bolesnici bili smješteni po špiljama uz rijeku Plivu ili u Katakombama. Za represalija Omer paše Latasa su ovamo odlazili skriti se žene i djeca. Derviši su ovdje postom i molitvom, izolirani od vanjskog svijeta, nastojali pronaći duševni mir. Prema predaji, u katakombama je bila i tamnica.
Nažalost, bilo je vandala koji su uništavali ovaj prostor. U ovoj podzemnoj crkvici su ložili vatre, bacali smeće i uginule životinje.